# Theresa May
Theresa Mary May (født Brasier den 1. oktober 1956) er en britisk politiker, som var Storbritanniens premierminister fra juli 2016 til juli 2019. Hun var leder af Det Konservative Parti fra juli 2016 til den 7. juni 2019. Da Det Konservative Parti i juli måned 2019 fandt sin nye formand, trak hun sig som premierminister og overlod posten til den nye formand, som blev Boris Johnson. May har været medlem af parlamentet (MP) for valgkredsen Maidenhead siden 1997.
Fra 1977 til 1983 arbejdede May for centralbanken, Bank of England, og fra 1985 til 1997 var hun ved Association for Payment Clearing Services, mens hun samtidig var byrådsmedlem i London-kommunen Merton (som omfatter Wimbledon) for distriktet Durnsford Ward. Efter to mislykkede forsøg på at blive valgt til Underhuset i 1992 og 1994, blev hun valgt som MP for Maidenhead ved parlamentsvalget i 1997. May havde en række poster i skyggekabinettet under William Hague; Iain Duncan Smith, Michael Howard og David Cameron, herunder skyggeleder af Underhuset og skyggeminister for arbejde og pension. May var partisekretær for Det Konservative Parti fra 2002 til 2003.
Efter valget i 2010 blev May udnævnt som indenrigsminister og minister for kvinder og ligestilling i koalitionsregeringen mellem Det Konservative Parti og Liberaldemokraterne, sidstnævnte post trådte hun tilbage fra i 2012. Efter den konservative sejr ved valget i 2015, blev hun atter udnævnt som indenrigsminister, og nåede at blive den længst siddende indenrigsminister siden James Chuter Ede 60 år tidligere. Hun fortsatte efter valget en reform af politiet, indførte en hårdere linje over for narkotika og indførte restriktioner på immigration.

## Valget af David Camerons efterfølger
David Cameron trådte tilbage den 24. juni 2016, efter at 52 % af de britiske vælgere havde stemt for udmeldelse af EU (den såkaldte Brexit). Herefter meldte May sit kandidatur til posten som leder af Det Konservative Parti og blev hurtigt favorit. Fristen for at tilmelde sig som kandidat blev fastsat til den 30. juni 2016. Ved fristens udløb var der opstillet fem kandidater: Stephen Crabb, Liam Fox, Michael Gove, Andrea Leadsom og Theresa May.
Hun vandt den første afstemning blandt de konservative parlamentsmedlemmer med klar margin til den næste. To dage senere fik hun opbakning fra 199 parlamentsmedlemmer, og stod over for en afstemning mod Andrea Leadsom som den eneste tilbageværende kandidat. Leadsom trak sig fra kapløbet den 11. juli, hvilket førte til Mays udnævnelse som leder samme dag. Hun blev udnævnt som premierminister to dage senere.
May blev dermed den anden kvindelige premierminister i Storbritannien, efter Margaret Thatcher.

## Indenrigsminister
Theresa May var skyggeminister i 1998-2010. Hun blev medlem af statsrådet i 2003.
Hun har været indenrigsminister siden David Cameron dannede regering i maj 2010. I 2010-2012 var hun også minister for kvinder og ligestilling.

## Privatliv
May har siden den 6. september 1980 været gift med Philip May, en investeringsbankmand, der i øjeblikket er ansat af Capital International; parret har ingen børn. Det er almindeligt antaget, at den tidligere premierminister i Pakistan, Benazir Bhutto, introducerede de to i deres tid i Oxford. May har udtrykt beklagelse for, at hun og hendes mand ikke kunne få børn. Parret er lidenskabelige vandrere, og det bruger regelmæssigt sin ferie i de schweiziske alper. May er også cricketfan, og hævder at Geoffrey Boycott var en af hendes sportslige helte. Hun kan også lide at lave mad og har sagt at hun ejer 100 kogebøger. Philip har sagt, at hun "er en meget god kok".
May er medlem af den engelske kirke og går jævnligt i kirke om søndagen. Som datter af den anglikanske præst Hubert Brasier har May sagt, at hendes kristne tro "er en del af mig. Det er en del af, hvem jeg er og hvordan jeg nærmer mig ting".